# Qualificazioni al campionato europeo maschile under 21 di calcio 2023 - Gruppo 7

## Classifica
| Squadra     | P.ti | G  | V | N | P  | F  | S  | DR  |
| ----------- | ---- | -- | - | - | -- | -- | -- | --- |
| Inghilterra | 25   | 10 | 8 | 1 | 1  | 26 | 7  | +19 |
| Rep. Ceca   | 22   | 10 | 7 | 1 | 2  | 23 | 6  | +17 |
| Slovenia    | 16   | 10 | 4 | 4 | 2  | 11 | 7  | +4  |
| Kosovo      | 12   | 10 | 3 | 3 | 4  | 8  | 13 | -5  |
| Albania     | 10   | 10 | 3 | 1 | 6  | 9  | 17 | -8  |
| Andorra     | 0    | 10 | 0 | 0 | 10 | 1  | 28 | -27 |

## Risultati
| Arbitro: | Amine Kourgheli |

|  |           |                                              |
|  | Marcatori | 17’ Broja 43’ (rig.) Mehmeti 62’ (aut.) Iker |

| Arbitro: | Nikolas Neokleous |

|                         |           |  |
| Berisha 82’ Marleku 85’ | Marcatori |  |

| Arbitro: | Donald Robertson |

|           |           |  |
| Vitík 89’ | Marcatori |  |

| Arbitro: | Julian Weinberger |

|                                       |           |  |
| Ostrák 6’ Fila 13’ Daněk 32’ Šulc 83’ | Marcatori |  |

| Arbitro: | Petri Viljanen |

|  |           |                |
|  | Marcatori | 61’ Stojinović |

| Arbitro: | Kaarlo Oskari Hämäläinen |

|                                |           |  |
| Brewster 11’ (rig.) Palmer 27’ | Marcatori |  |

| Arbitro: | Rauf Jabarov |

|  |           |             |
|  | Marcatori | 38’ Gabriel |

| Arbitro: | Aristotelis Diamantopoulos |

|                             |           |                         |
| Španring 49’ Stojinović 66’ | Marcatori | 5’ Gallagher 14’ Palmer |

| Arbitro: | Alex Troleis |

|                 |           |  |
| Muçi 36’, 90+2’ | Marcatori |  |

| Arbitro: | Bram Van Driessche |

|                       |           |  |
| Karrica 53’ Dobra 58’ | Marcatori |  |

| Arbitro: | Igor Stojchevski |

|  |           |                |
|  | Marcatori | 67’ Smith Rowe |

| Arbitro: | Gal Leibovitz |

|                               |           |  |
| Sejk 10’ Gabriel 38’ Fila 56’ | Marcatori |  |

| Arbitro: | Michael Fabbri |

|                            |           |                    |
| Gordon 4’, 11’ Balogun 30’ | Marcatori | 40’ (rig.) Karabec |

| Arbitro: | Rob Hennessy |

|                                 |           |  |
| Flakus Bosilj 7’, 75’ Matko 24’ | Marcatori |  |

| Arbitro: | Bojan Pandžić |

|         |           |              |
| Zec 32’ | Marcatori | 59’ Čvančara |

| Arbitro: | Trustin Farrugia Cann |

|                              |           |             |
| E. Krasniqi 66’ Sejdiu 90+2’ | Marcatori | 58’ Karrica |

| Pristina 25 marzo 2022, ore 18:00 CET | Kosovo     | 0 – 0 referto | Slovenia | Stadio Fadil Vokrri (600 spett.)\| Arbitro: \| Ian McNabb \| |
| Arbitro:                              | Ian McNabb |               |          |                                                              |

| Arbitro: | Antonio Emanuel Carvalho Nobre |

|  |           |                  |
|  | Marcatori | 58’ (aut.) Kalaj |

| Arbitro: | Jasmin Sabotic |

|                                                  |           |           |
| Balogun 6’ Ramsey 34’ Gibbs-White 54’ Gordon 80’ | Marcatori | 63’ Rosas |

| Maribor 29 marzo 2022 | Slovenia             | 0 – 0 referto | Kosovo | Stadion Ljudski vrt\| Arbitro: \| Ioannis Papadopoulos \| |
| Arbitro:              | Ioannis Papadopoulos |               |        |                                                           |

| Arbitro: | Matthew De Gabriele |

|  |           |                          |
|  | Marcatori | 6’ Karabec 10’, 56’ Fila |

| Arbitro: | Kaspar Sjöberg |

|  |           |                            |
|  | Marcatori | 47’, 62’ Balogun 51’ Jones |

| Arbitro: | Miloš Milanović |

|          |           |                           |
| Fila 88’ | Marcatori | 22’ Smith Rowe 46’ Ramsey |

| Arbitro: | Sandi Putros |

|  |           |                                             |
|  | Marcatori | 11’ (rig.) Veliu 52’ Sadriu 54’ K. Krasniqi |

| Arbitro: | Ivar Orri Kristjansson |

|                             |           |  |
| Balogun 45’, 66’ Archer 77’ | Marcatori |  |

| Arbitro: | Iwan Arwel Griffith |

|                          |           |  |
| Stojinović 22’ Begić 62’ | Marcatori |  |

| Arbitro: | Aleksandrs Anufrijevs |

|  |           |                                                                   |
|  | Marcatori | 1’ Lewis-Potter 13’ Gordon 52’, 72’ Archer 85’ (aut.) I. Krasniqi |

| Arbitro: | Marcel Birsan |

|                                                                 |           |  |
| Karabec 12’, 34’ Gabriel 16’ Sejk 25’, 31’ Ševčík 27’ Daněk 55’ | Marcatori |  |

| Arbitro: | Marian Barbu |

|            |           |                 |
| Ruçi 90+5’ | Marcatori | 32’ E. Krasniqi |

| Arbitro: | Krzysztof Jakubik |

|              |           |                                 |
| Archer 90+1’ | Marcatori | 1’ (aut.) Spence 65’ Zabukovnik |